# محمد عسکری
محمد عسکری (زادهٔ ۱۸ بهمن ۱۳۸۴) بازیکن فوتبال اهل ایران است که در پست مهاجم برای باشگاه فوتبال سپاهان در لیگ برتر خلیج فارس بازی می‌کند.
وی در ۱۹ سالگی توسط امیر قلعه‌نویی در اردوی خرداد ماه ۱۴۰۴ به تیم ملی بزرگسالان ایران دعوت شد.

## سابقه باشگاهی
عسگری در سال ۱۳۹۱ فوتبال خود را در مدرسه ملی فوتبال بهبهان آغاز کرد. وی در سال ۱۳۹۴ در تیم نونهالان رامشیر حضور داشت و از سال ۱۳۹۷ تا ۱۳۹۹ در تیم جوانان حفاری در لیگ برتر کشور حضور داشت. وی در سال ۱۴۰۲ در تیم فولاد خوزستان حضور پیدا کرد و هم اکنون با باشگاه سپاهان قرارداد دارد.

## زندگی حرفه‌ای
وی ۲۷ بازی برای تیم‌های ملی جوانان ایران انجام داده و ۳۷ گل و ۸ پاس گل به ثمر رسانده است. او در یک تورنمنت نوجوانان و چهار بازی دوستانه با تیم‌های ملی جوانان ایران شرکت کرد. در سال ۱۴۰۲ در جام ملت‌های آسیا زیر ۱۷ سال ۱۴۰۲ با ایران زیر ۱۷ سال شرکت کرد. این تیم به نیمه نهایی راه یافت و به جام جهانی زیر ۱۷ سال ۱۴۰۲راه یافت.